# Penny Cyclopædia
Penny Cyclopædia (abreviado Penny Cyclop.) fue una revista con ilustraciones y descripciones botánicas que fue editada en Londres. Se publicaron 27 números en los años 1833 hasta 1843 con el nombre de The Penny Cyclopædia of the Society for the Diffusion of Useful Knowledge.